# Syndefald
Syndefald is een toneelstuk geschreven door de Noor Ronald Fangen.
Syndefald (Zondeval) werd door Fangen geschreven op verzoek van zijn vrouw Solveig, die hem aanraadde in een andere stijl te schrijven. Voor Syndefald had Fangen romans geschreven en dit was zijn eerste toneelstuk. Het werk is grotendeels in Denemarken geschreven. Den Nationale Scene uit Bergen verzorgde de eerste uitvoering van dit werk in de herfst van 1920, waarschijnlijk in Oslo. Op 26 oktober 1921 kreeg het opnieuw een aantal opvoeringen in het Nationaltheatret in Oslo. Johanne Dybwad speelde Nini, Stub Wiberg redacteur Bang, August Oddvar Olaf en Halfdan Christensen speelde Nils. Dybwad was tevens regisseur van die serie voorstellingen. Voor die voorstellingen schreef Johan Halvorsen zijn Zwarte zwanen en waarschijnlijk ook Dramatisch intermezzo (Dramatisk intermezzo). Dat laatste werk vermeldt geen componist, maar is waarschijnlijk wel aan hem toe te wijzen.  
Fangen wilde met zijn toneelstuk aangeven dat de mens een waardig bestaan kan hebben ondanks, dat hij niet altijd kan voldoen aan Gods eisen.

## Verloop
De twee hoofdpersonen uit Syndefald zijn Nils Gade en Olav Årvik. Årvik is rigide religieus, Gade heeft zijn twijfels. Gade kent echter de vrouw van Årvik sinds zijn jeugd en is al jaren verliefd op haar. Als Gade en Årvik elkaar na jaren weer zien, vermoedt Gade dat Nini ongelukkig is bij de overgelovige Årvik en vraagt van hem te scheiden om verder met haar samen te kunnen leven. Als zij op het punt van vertrekken staan, geeft Årvik een preek in zijn nieuwe gemeente. De bezoeker daarvan stormt in paniek naar buiten en na enig aandringen vertelt hij de reden. Årvik gaf in zijn rede toe, dat hij in zijn jeugd een meisje had verkracht en dat hij zich daarna voor vergeving tot God had gewend. Årvik valt door deze bekentenis van zijn voetstuk en laat Nils en Nini als stel vertrekken en vergeeft op zijn beurt hun zondeval. 